# Alte Kaisergrube
Die Alte Kaisergrube (auch Kaisergrube oder Alter Kaiser genannt) war ein Bergwerk auf Blei und Silber östlich von Wehrheim auf dem Gemeindegebiet von Ober-Mörlen im Taunus. Bergbau begann wahrscheinlich in römischer Zeit, wurde im 19. Jahrhundert wieder aufgegriffen und endete mit letzten Prospektionsversuchen 1935.

## Römischer Bergbau
Die Grube befindet sich in direkter Nachbarschaft zum ehemaligen römischen Grenzverlauf Limes und dem römischen Kleinkastell Kaisergrube. Das im Limesgraben gefundene römische Gezähe und die Art und Weise, wie die untertägigen Grubenbaue abgestützt wurden, lassen römischen Bergbau aus dem Ende des ersten Jahrhundert nach Chr. als wahrscheinlich erscheinen, schriftliche Zeugnisse sind keine vorhanden. Der Limesgraben durchschneidet das Pingenfeld der Grube.

## Bergbau ab 1854
Die Grube wurde 1837 durch die German Mining Co. unter Henry Mancur wiederentdeckt, geriet aber bald erneut in Vergessenheit. Erst 1853 erfolgte durch Berginspektor August Storch eine ausführliche Untersuchung, er fand zahlreiche dichtgedrängte Pingen und Reste von Abraumhalden, die auf oberflächennahen Bergbau hinwiesen, die Schächte waren jeweils nur wenige Meter tief. Neben diesem sehr alten Bergbau fand Storch auch Spuren jüngerer Aktivitäten, die deutlich vor 1800 beendet worden waren und Schächte bis in 20–30 m Teufe aufwiesen.
Zur weiteren Untersuchung ließ Storch einen Schacht (Lage) in 4 m Entfernung zu dem alten Pingenzug abteufen, dieser erhielt in 12 m Tiefe einen Querschlag in Richtung auf das Pingenfeld. Nach bereits 2 m gelangte man in alte Grubenbaue, die stark zusetzenden Wassermassen ließen einen weiteren Ausbau des Querschlages nicht zu. Storch ließ den inzwischen Mathildenschacht genannten Schacht bis auf 24,3 m Teufe weiter absinken, ein zweiter Querschlag erreichte dort bereits nach 75 cm einen Bleierzgang mit 50 cm Mächtigkeit – wiederum wurden alte Grubenbaue angetroffen. Zur Wasserhaltung und zur Aufteilung der Arbeit (Trennung der Wasserhaltung von der Erzförderung) wurde nun ein zweiter Schacht, der Wilhelminenschacht südlich des Mathildenschachtes abgeteuft. Mehrere Sohlen entstanden, die erste auf 39,5 m Teufe, die vierte auf 79 m Teufe.
Nachdem Storch zunächst keine eigenen bergbaulichen Aktivitäten entfaltete, mutete er 1854 das Grubenfeld und am 19. Februar 1856 erfolgte die Belehnung als Alte Kaisergrube. Storch gründete die Taunusbergbaugesellschaft mit überwiegend Frankfurter Gewerken. Kurz darauf übernahm sein Sohn Ludwig Storch (Bergverwalter auf dem gräflich Solms-Rödelheimischen Braunkohlenbergwerk Bauernheim) die Grubenleitung.
Der Mathildenschacht durchfuhr in 39,5 m Teufe einen alten tonnlägigen Schacht. Dessen Auszimmerung wurde als römischen Ursprungs klassifiziert, „da die Löcher des in Bolzenschrot stehenden Schachtes nicht mit den Haithölzern überschnitten, sondern mit Zapfen in entsprechende Löcher der Haithölzer eingefügt waren“. Die in alter Zeit erreichte Gesamtteufe wird 45 bis 50 m nicht unterschritten haben, da in 58 m Teufe eine unverritzte (unberührte) Lagerstätte vorgefunden wurde.
Die geförderten Erze bestanden überwiegend aus Bleiglanz mit Fahlerz, der Bleigehalt wurde als ausgezeichnet eingestuft, es wurden 78 bis 84,5 % Bleigehalt gemessen. Die Silberausbeute war dagegen recht gering, es konnten 0,3 bis 0,4 g Silber aus einem Kilogramm Erz gewonnen werden. Besondere Eignung hatten die Bleierze auch als Glasurerze.
Zwischen 1856 und 1863 wurden mit Firstenbau insgesamt 800 t Erz abgebaut. Ab 1863 wurde die Grube vorübergehend stillgelegt, da die eindringenden Wassermassen zu stark waren.

## Bergbau ab 1884

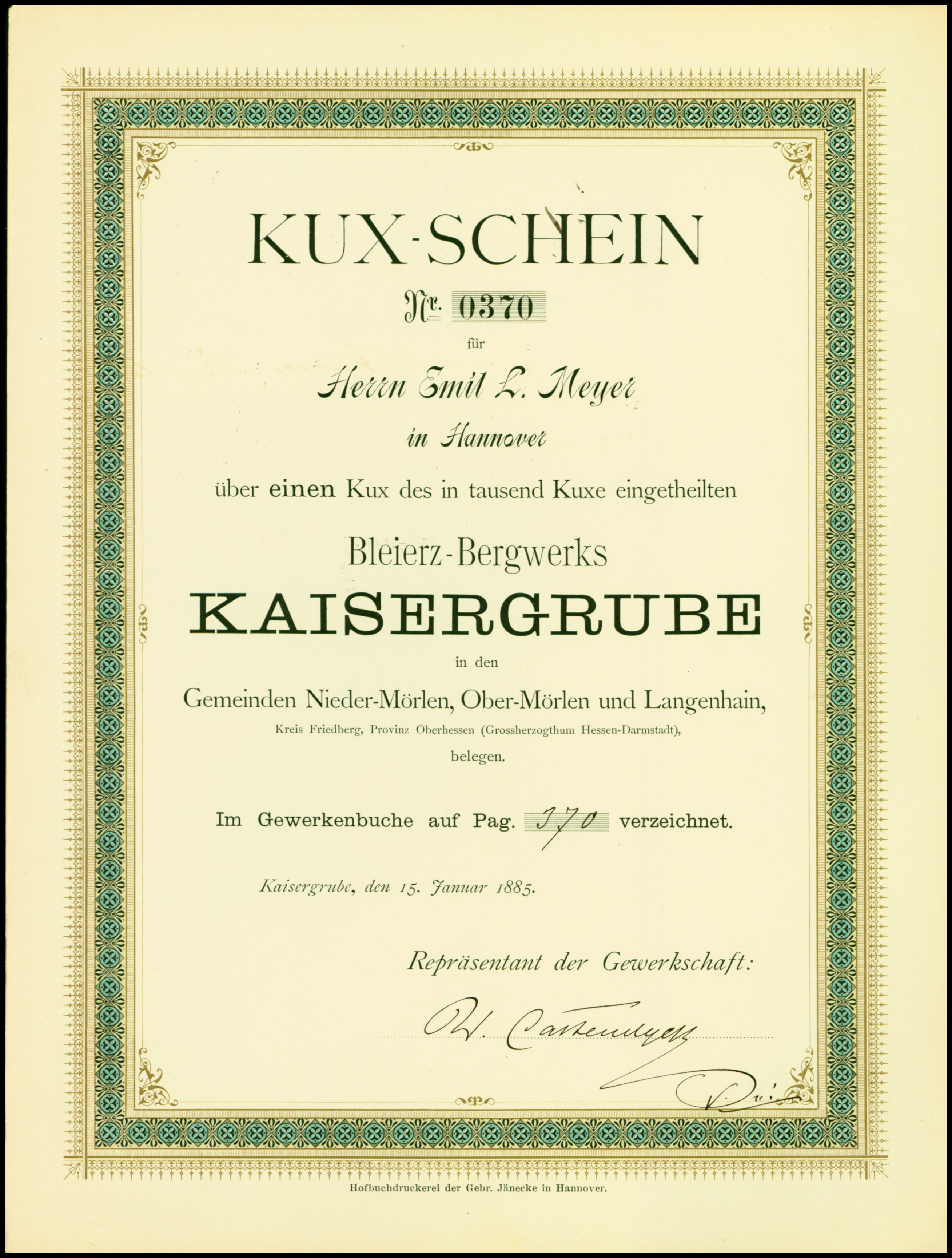
Kuxschein des Bleierz-Bergwerks Kaisergrube vom 15. Januar 1885

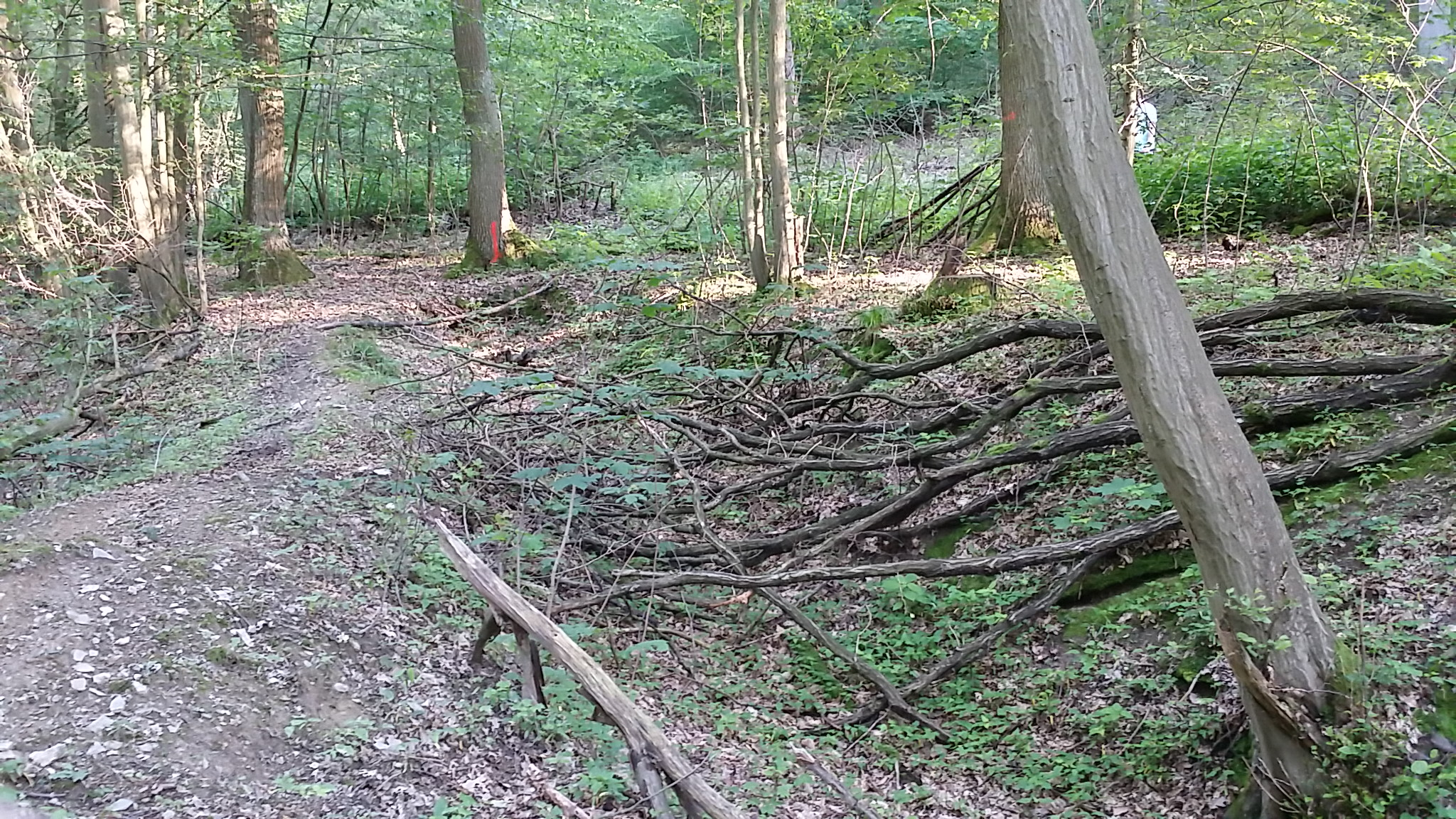
Verbrochenes Mundloch des Versuchsstollens

Eine neue Gewerkschaft Kaisergrube öffnete den Grubenbetrieb 1884 erneut. Im Januar 1885 wurde der Bergwerksbesitz durch die Gewerkschaft in 1000 Anteile aufgeteilt und entsprechend 1000 Kux-Scheine verkauft, die die Finanzierung sichern sollten. Die beiden alten Schächte wurden aufgewältigt und erstmals eine Dampfmaschine zur Wasserhaltung eingesetzt. Der Maschinenschacht wurde auf 120 m abgeteuft und eine 5., 6. und 7. Sohle eingerichtet. Bereits 1887 wurde der Betrieb wieder eingestellt. In dieser zweiten Betriebszeit wurden 600 t Erz gefördert.
Erst 1899 gab es erneuten Betrieb auf der Grube, die Gewerkschaft wurde inzwischen von Emil Ruthemeyer geleitet. Zur Verbesserung der Wasserlösung und zur Untersuchung der Lagerstätte wurde von 1900 bis 1901 der Klarastollen vorgetrieben (Lage). Dieser traf bei 325 m Länge auf eine Quelle, er wurde noch 5 m weiter ausgebaut, bei einer Gesamtlänge von 330 m musste der Stollen jedoch aufgegeben werden. Der Stollen war da noch weit vom Grubenfeld entfernt, erst mit einer Länge von 600 m hätte er das Grubenfeld in 80 m Teufe erreicht. Ein zweiter Versuchsstollen ergab auch keine positive Perspektive (Lage). Ruthemeyer stellte darauf alle Arbeiten ein.
In den Jahren 1920 und 1935 gab es zwei erneute Untersuchungen, ein Grubenbetrieb wurde jedoch nicht aufgenommen, da sich ein Abbau der verbliebenen Lagerstätte nicht mehr lohnte. Noch erhaltene Gebäude der Grube werden heutzutage von einer Imkerei genutzt.